# Johann Martin Schleyer

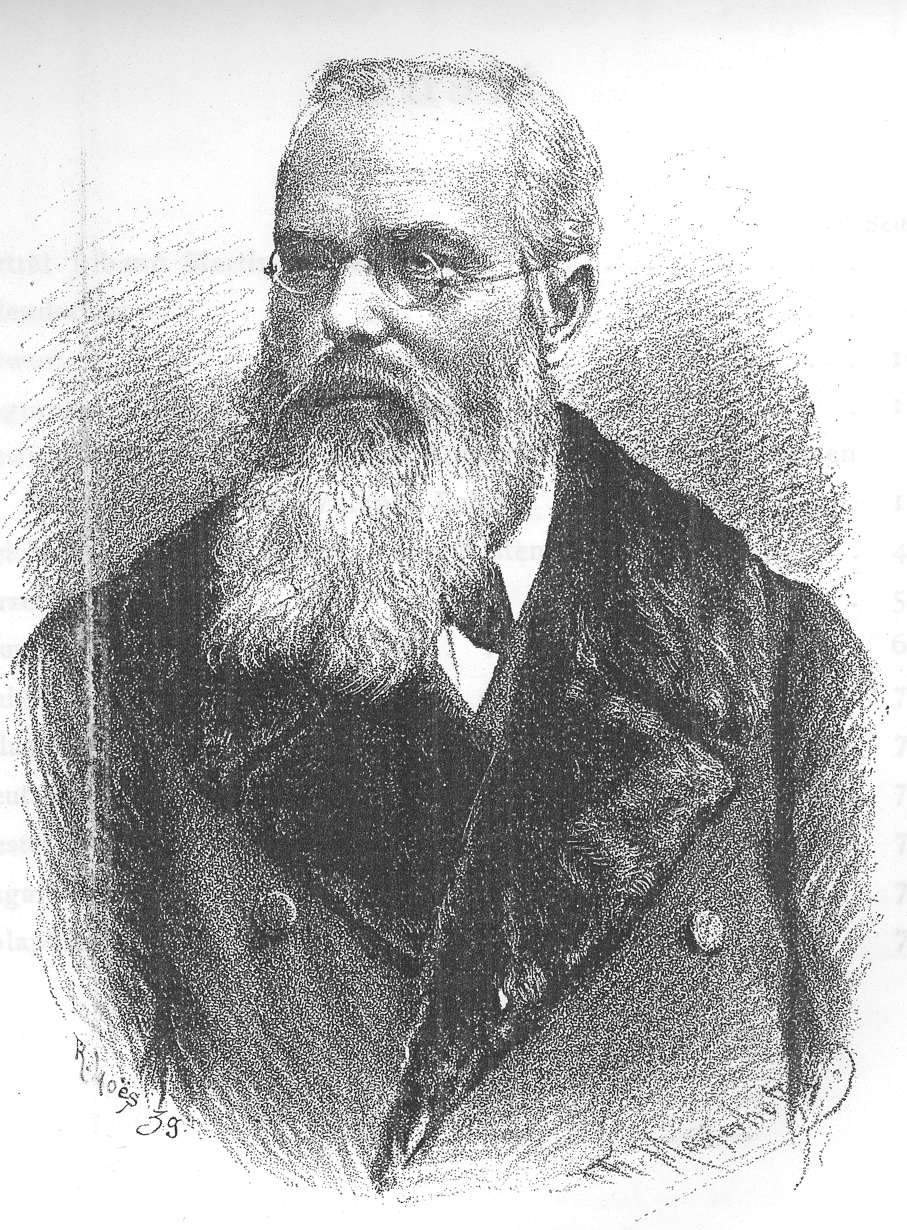
Johann Martin Schleyer(1888)

Johann Martin Schleyer (n. 18 iulie 1831, Oberlauda, Baden — d. 16 august 1912, Konstanz) a fost un preot catolic german, filantrop, inventator al limbii artificiale volapük. Numele său oficial este „Martin Schleyer” la care și-a adăugat (în onoarea nașului său) și prenumele „Johann”.
A fost hirotonisit în 1856. Între 1867 și 1875 a fost pastor în Krumbach. La finalul acestei perioade a fost condamnat la închisoare 4 luni pentru că a predicat împotriva socialismului în timpul Kulturkampf.
Din 1875 până în 1885 a fost pastor la parohia Sf. Petru și Pavel din Litzelstetten. Primii 7 ani petrecuți aici au fost cei mai fericiți din viața sa, avea să scrie mai târziu. În această perioadă a fost redactor la revista Sionsharfe care era dedicată mai ales poeziei catolice. În mai 1879 a publicat în această revistă primul articol despre volapük. Conform spuselor sale, ideea unei limbi internaționale i-a venit după o conversație avută cu unul din enoriașii săi, un țăran semianalfabet ce avea fiul emigrat în America cu care nu mai putea comunica prin poștă deoarece Serviciul Poștal al S.U.A. nu-i putea înțelege scrisul. Articolul a fost urmat de o carte în 1880.
Volapük s-a răspândit rapid și noi cluburi au apărut în întreaga Europă. În 1885 Schleyer a trebuit să se retragă din activitatea religioasă datorită problemelor de sănătate, rămânând totuși implicat în mișcarea volapük până la destrămarea ei câțiva ani mai târziu.
În 1894 Papa Leon al XIII-lea l-a numit prelat papal.
O campanie de sanctificare a lui Schleyer a început în vara 2001 în parohia sa natală Litzelstetten. Liceul Martin-Schleyer-Gymnasium din Lauda-Königshofen și-a primit numele în onoarea sa.